# Đẩu Môn
Đẩu Môn (tiếng Trung: 斗门区), Hán Việt: Đẩu Môn khu) là một quận của địa cấp thị Chu Hải (珠海市), tỉnh Quảng Đông, Cộng hòa Nhân dân Trung Hoa. Đẩu Môn trước đây là một huyện thuộc Chu Hải. Đầu Môn có nhiều người họ Triệu do thời Nam Tống, hoàng thất chạy tới đây.

## Hành chính
Đẩu Môn được chia ra làm 6 đơn vị hành chính cấp hương, gồm 1 nhai đạo và 5 trấn.
- Nhai đạo: Bạch Đằng (白藤街道)
- Trấn: Liên Châu (莲洲镇), Đẩu Môn (斗门镇), Càn Vụ (乾务镇), Bạch Tiêu (白蕉镇), Tỉnh Ngạn (井岸镇)